# Michael Netolitzky
Michael Netolitzky (* 12. Januar 1994 in Bayreuth) ist ein ehemaliger deutscher Fußballtorwart und heutiger Torwarttrainer. Er steht seit 2018 beim FC Bayern München unter Vertrag, dessen erste Damenmannschaft er ab Sommer 2020 als Torwarttrainer unterstützt.

## Karriere

### Als Spieler
Netolitzky begann sechsjährig beim FSV Bayreuth mit dem Fußballspielen und wechselte 2006 in die Jugendabteilung des 1. FC Nürnberg. Die Saison 2012/13 spielte er großteils in der Jugendabteilung des TSV 1860 München in deren zweite Mannschaft er zur Saison 2013/14 aufrückte und bis zum Saisonende 2015/16 in der viertklassigen Regionalliga Bayern 64 Punktspiele bestritt; zwei Punktspiele bestritt er für die Mannschaft bereits als A-Jugendlicher am 8. August 2012 (8. Spieltag), beim 3:0-Sieg im Heimspiel gegen den TSV Rain und am 13. April 2013 (32. Spieltag) bei der 1:2-Niederlage im Heimspiel gegen den SV Heimstetten.
Nachdem er zur Saison 2017/18 vom Drittligisten Hallescher FC verpflichtet worden war und sein einziges Punktspiel am 12. Mai 2018 (38. Spieltag) beim 2:0-Sieg im Heimspiel gegen den FSV Zwickau bestritten hatte, verpflichtete ihn der FC Bayern München für seine zweite Mannschaft. Sowohl in der Regional- als auch in der 3. Liga kam der Franke nicht an den regelmäßig berücksichtigten Keepern Christian Früchtl und Ron-Thorben Hoffmann vorbei und verließ den Verein mit seinem Vertragsende im Sommer 2020 ohne Pflichtspieleinsatz.
Aufgrund von Personalmangel wurde Netolitzky im Oktober 2021 reaktiviert und saß bis zum Ende der Saison 2021/22 bei acht Regionalligaspielen auf der Bank. Zudem half er am 3. und 4. Spieltag der Saison 2022/23 als Ersatztorhüter aus.

### Als Trainer
Ab Saisonbeginn 2020/21 leitet Netolitzky das Torwarttraining der ersten Frauenfußballmannschaft des FC Bayern München.

## Erfolge
- Meister der Regionalliga Bayern 2012/13 (2 Einsätze)
- Aufstieg in die 3. Liga: 2019 (ohne Einsatz)
- Meister der Regionalliga Bayern: 2019 (ohne Einsatz)